# Rufino Ortega
Rufino Ortega Molina (Mendoza, 22 de agosto de 1847-Mendoza, 20 de noviembre de 1917) fue un militar y político argentino que con el grado de teniente general comandó la IV División Expedicionaria al Desierto, dirigida por el también teniente general Julio Argentino Roca. Entre los años 1884 y 1887 fue gobernador de la provincia de Mendoza. Participó en la batalla de Santa Rosa en 1874, donde resultó gravemente herido. También participó en combate durante la guerra del Paraguay.
Durante su gestión se sancionó la primera Ley de Aguas de la República Argentina. Antes de finalizar su mandato Mendoza sufrió una grave epidemia de cólera que cobró gran cantidad de víctimas.

## Origen y formación
Rufino Ortega nació en 1847 en Mendoza. Fue hijo del militar José Rufino Ortega y Teresa Molina, hija del gobernador Pedro Molina.

## Descendencia
Su hijo, Félix Rufino Ortega Ozamis, fue también fue gobernador de Mendoza, entre 1910 y 1914.